# Cyndi Wang
Cyndi Wang Jun Ru (caratteri cinesi: 王君如; pinyin: Wáng Jūnrú; Hsinchu, 5 settembre 1982) è una cantante e attrice taiwanese.

## Carriera
Nacque il 5 settembre 1982 a Hsinchu. Cyndi si è diplomata alla Okazaki Arts School di Taipei, ed al corso di drama della Hua Gang Arts School (臺北市私立華岡藝術學校). La sua famiglia è originaria di Qingdao, Cina, ed è buddista. La madre di Cyndi è di etnia Hakka, e Cyndi e suo fratello minore sono cresciuti con un solo genitore. Cyndi parla fluentemente cinese mandarino, giapponese, inglese e la lingua Hakka.
Fino ad oggi, Cyndi Wang ha pubblicato 8 album, di cui quasi tutti hanno il suo nome nel titolo. Questi includono 6 album in studio: Begin (2003), Cyndi Loves You (2004), Honey (2005), Cyndi With U (2006), Magic Cyndi (2007) e Fly! Cyndi (2008).  Inoltre, ha pubblicato due raccolte: Shining Cyndi 2005 (2005) e Red Cyndi (2008), oltre ad aver partecipato alle colonne sonore di tre drama televisivi taiwanesi.
Oltre alla sua carriera musicale, Cyndi ha partecipato a varie serie di Drama taiwanese, tra cui Westside Story (2003), Le Robe de Mariage des Cieux (2004), e Wei xiao Pasta (2006). Ha recitato insieme a JJ Lin in 3 brevi storie d'amore (tutte messe in onda nel 2006) e in un film (Candy Rain) nel 2008 con Karena Lam, ha tenuto vari concerti (sia come solista, sia con le J-Star della Jungiery), ed inoltre ha partecipato a numerosi spot pubblicitari.
Il debutto nazionale di Cyndi è avvenuto durante un concorso della Avex Trax a Taiwan nel 2003. La cantante aveva già partecipato a varie competizioni canore sin da bambina, grazie alle quali aveva vinto qualche apparizione nel Drama taiwanese Che Zheng Zai Zhui (車正在追, con Viter Fan) nel 1999; è anche apparsa nei video musicali di altri cantanti, come "Reminding" (紀念) di Tanya Chua nel 2000, prima ancora del suo debutto ufficiale; 變質 di 石康軍, 許瑋倫 天使的翅膀 di Beatrice Hsu, e Na Na Na di Kenji Wu dopo il suo debutto ufficiale.
Appena dopo il concorso della Avex Trax, Cyndi è stata richiamata e le è stata data l'occasione di andare in Giappone, per seguire un corso di danza e canto di 3 mesi con diversi "insegnanti" famosi (della portata di Ayumi Hamasaki, BoA, Utada Hikaru, Namie Amuro e Hitomi). Alla fine del corso, ha ottenuto un attestato con risultati molto positivi dalla Avex Trax giapponese. I risultati ottenuti hanno impressionato positivamente la Avex Trax taiwanese, che le ha così offerto un contratto (rendendola così la prima cantante donna sotto tale etichetta discografica, la prima in assoluto di Taiwan, e nuova leva del 2003). Da allora è iniziata la sua carriera nel mondo dello spettacolo, che le ha procurato contratti con la Jungiery Star Pte Ltd, D Music, e Sony Music, oltre alla già sopracitata Avex Trax.
Cyndi è stata invitata a cantare in un certo numero di eventi importanti, inclusa la sua esibizione al 2008 New Year Countdown a Kaohsiung. Dopo circa 3 anni dal suo debutto, ha finalmente ottenuto un'attesissima pausa di un mese nel dicembre del 2006. La sua carriera nel mondo dello spettacolo è stata molto produttiva, ed attualmente è in trattativa con varie compagnie musicali quali Avex Trax, Sony BMG, Gold Typhoon, Seed Music e Forward Music.

## Discografia
| Album                         | Data di pubblicazione | Titolo                |
| ----------------------------- | --------------------- | --------------------- |
| 1º                            | 24 febbraio 2003      | Begin...              |
| 2º                            | 26 marzo 2004         | Cyndi Loves You 愛你  |
| 3º                            | 18 febbraio 2005      | Honey                 |
| Collection Album Shining 2005 | 26 luglio 2005        | 閃耀2005新歌+節奏精選 |
| 4º                            | 27 dicembre 2005      | Cyndi with U          |
| 5º                            | 30 aprile 2007        | Magic Cyndi           |
| 6º                            | 30 novembre 2007      | Fly! Cyndi            |
| Raccolta                      | 29 febbraio 2008      | Red Cyndi             |

Nel suo video musicale DaDaDa appare l'attore taiwanese Tang Yu Zhe (Danson Tang).

## Filmografia parziale

### Cinema
- Yun zhuan shou zhi lian, reriga di Hwa-Kun Chang e Yi-wen Chen (2000)
- Hua chi le na nv hai, regia di Hung-i Chen (2008)
- Feng yun gao shou, regia di Bingo Ching-Feng Chang (2016)

## Drama
| 1999 | 車正在追                                  |
| 2003 | Westside Story                            |
| 2004 | 天國的嫁衣 / Le Robe de Mariage des Cieux |
| 2006 | 微笑Pasta                                 |
| 2009 | Momo Love                                 |
| 2011 | 美樂加油 / Love Keeps Going               |

## Spot pubblicitari
- 2003 Purism, la quarta stagione di Cheerleaders su Kiss Radio, Clairol, Diesel
- 2004 2Sweet (pubblicità di gioielleria con Ming Dao), come portavoce del Macau Tourism a Taiwan, 7-11
- 2005 Orologi GOTO, World Cyber Games (WCG2005), KnightsBridge, 7-11
- 2006 Scarpe Skechers, orologi GOTO, Garnier, Knights Bridge
- 2007 Scarpe Skechers, orologi GOTO, Knights Bridge
- 2008 Scarpe Skechers, orologi GOTO, Knights Bridge, Pocky
- 2009 Scarpe Skechers, orologi GOTO, Knights Bridge, Pocky, 7-11